# Даница Петровић
Даница Петровић (Београд, 2. децембар 1945 — Београд, 20. август 2024) била je реномирани српски музиколог, педагог и научни саветник.

## Образовање
Даница Петровић је стекла основно, средње и високо образовање у свом родном граду, Београду. Матурирала је на математичком смеру гимназије „Свети Сава“ и на теоретском и клавирском одсеку (класа проф. Мирослава Лили Петровић) средње музичке школе „Јосип Славенски“. На Музичкој академији дипломирала је на одсеку за музикологију са радом „Сведочанства о путовањима по Балканском полуострву од XV до XVIII века као извори за историју српске музике“ и апсолвирала на одсеку за етномузикологију. 1970. године изабрана је за приправника Музиколошког института САНУ, у којем је стекла звање научног саветника (1995) и изабрана за директора Института (2001 - 2013). Последипломске студије похађала је у Оксфорду (1971), где је имала консултације са проф. Егоном Велесом и у Немачкој где је била на курсевима Ивана фон Гарднера (Минхен) и Мауруса Фафа (Бојрон). Докторску тезу „Осмогласник у музичкој традицији Јужних Словена“ одбранила је 1980. на Филозофском факултету у Љубљани.

## Каријера
На Академији уметности у Новом Саду од 1993. до 2010. предавала је Историју националне музике и извела прве генерације музиколога, магистара и доктора наука. Била је директор и селектор међународног Фестивала духовне музике у Новом Саду (1992, 1995). Организовала је предмет Историја црквене музике на Одсеку за црквену музику Музичке академије у Источном Сарајеву, где је била и консултант за последипломске студије.
Покретач је Летње школе црквеног појања „Корнелију у спомен“ у Сремским Карловцима, манастиру Јошаница, у Сентандреји,  Будимпешти, Нишу, Трстенику и Прокупљу, организујући и водећи преко тридесет школа. Била је аутор програма и водила карловачку школу „Корнелију успомен“ читавих четврт века. Добитник је награде Сремских Карловаца 1997. године за допринос на пољу музике, посебно карловачког црквеног појања.
Др Даница Петровић је проучавала традицију српске црквене музике, афирмишући се у земљи и иностранству као један од њених најбољих зналаца. Од самог формирања (1967), активно је учествовала у раду  „Студијског хора“ Института, којим је руководио академик Димитрије Стефановић.
Учествовала је на многобројним националним и међународним научним скуповима у земљи (САНУ, ЈАЗУ, ЦАНУ, МАНУ, Матица српска) и у иностранству (Велика Британија, Данска, Немачка, Холандија, Француска, Италија, Пољска, Аустрија, Мађарска, Румунија, Бугарска, Грчка, Финска, Русија, САД).
Била је дугогодишњи руководилац научних пројеката Музиколошког института САНУ и Матице српске, покретач и заменик главног и одговорног уредника Зборника Матице српске за сценске уметности и музику, чланица Међународног друштва (International Society of Orthodox Church Music) за православну црквену музику у Јоенсуу (Финска), Америчког друштва за византијску музику и химнологију (American Society of Byzantine Music and Himnology), као и групе Cantus Planus у оквиру Међународног музиколошког друштва.
Многобројне прилоге дала је и у пољу лексикографије, сарађујући као аутор прилога и члан редакције са водећим националним и иностраним енциклопедијама, лексиконима и речницима. За активну сарадњу на Руској православној енциклопедији примила је Грамату Руског патријарха Алексеја II, јануара 2008.

## Радови
Поред преко 250 студија и чланака објављених на српском и више светских језика, њен обиман научни опус обухвата уређивање и редакцију капитално значајног издања Сабраних дела Корнелија Станковића (2004, 2007, 2014, 2023), појачких зборника Ненада Барачког (1995, 2000) и Тихомира Остојића (2010), као и нотне и звучне збирке Хиландарски ктитори у православном појању, за коју јој је Вукова задужбина доделила награду за науку (1999).
Резултат рада на пројекту Музика на раскршћу – српски, балкански и европски оквири, финансираног од стране Mинистарства за науку и технолошки развој Републике Србије, представља њен рад "Музиколошки институт Српске академије наука и уметности (1948–2010)" у коме су представљени почеци рада Музиколошког института, развој истраживачких пројеката, и резултати рада током свих протеклих година, и то на различитим пољима: издаваштво, рад на формирању различитих фондова, као и на популаризацији науке. Изложени су и основни подаци о организационим променама у протеклом периоду, развијеној сарадњи са другим институцијама, као и подаци о најпознатијим музиколозима, етномузиколозима, славистима и композиторима који су били гости Института.
Поводом 150-годишњице Првог београдског певачког друштва приредила је изложбу у Галерији САНУ и уредила књигу посвећену историји Друштва (2004).

### Књиге и чланци
- `Еј, Рудниче, ти планино стара - певање и свирање групе "Црнућанка" / Hey, Rudnik, you Old Mountain - Singing and Playing of the "Crnućanka" Group, 2003.
- Основе развоја верског туризма у Босни и Херцеговини, посебно у Републици Српској, 2017.
- Institute of Musicology SASA, 2015.
- An unknown letter by Joannes/Jean-Baptiste/ Thibaut, French Byzantines-musicologist 1899, 2004.
- Музика у српској правпславној цркви у Трсту, 1989.
- Лѣтопись: 21-24 March 1981, Birmingham: Fifteenth Spring Symposium of Byzantine Studies. Byzantium and the Slavs, 1982.
- Studies in Eastern Chant, Vols. II, III, 1977.
- Осмогласник у музичкој традицији Јужних Словена (Octoechos in the Musical Tradition of the Southern Slavs), 1982.
- Between Byzantium and Europe. South slavonic orthodox chant in the seventeenth-eighteenth centuries, 1993.
- The Beginnings of Polyphony in Serbian Church Music, 1981.
- Osmoglasnik v glasbeni tradiciji južnih slovanov, 1980.
- Pričevanja o potovanjih po balkanskem polotoku od XV. do XVII. stoletja: glasbena folklora in ljudski običaji, 1975.
- Станковић, Корнелије, 2001.
- Ukranian Melodies in the Serbian Monastery of Krka (Dalmatia), 1978.
- Почеци вишегласја у српској црквеној музици, 1981.
- Сачувани једногласни записи српског народног црквеног појања из пера Корнелија Станковића, 2014.
- Напеви српског црквеног поjaњa у мелографским записима и хармонизациjама Корнелиjа Станковића, 2018.
- Sex Difference in the Effect of ACE-DD Genotype on the Risk of Premature Myocardial Infarction, 2004.
- Ondersteuning en behandeling van personen met een dubbele diagnose, 2017.
- Religious music traditions in Belgrade in its way to become European town, 2017.
- Institute of musicology, Serbian Academy of Sciences and Arts, 2010.
- Age-related reduction of chromatin fractal dimension in toluidine blue – stained hepatocytes, 2016.
- Between Byzantium and Europe. South Slavonic Orthodox Chant in the Seventeenth-Eighteenth Centuries
- Transcription of the Stichera Idiomela for the Month of April from Russian Manuscripts from the 12th Century, 1991.
- The Viennese Series Monumenta Musicae Byzantinae, 1994.
- 1 Introduction (The Constancy and Development in the Christology of Theodoret of Cyrrhus), 2015.[7]